# Dietro il cancello
Dietro il cancello è l'album di debutto del gruppo hip hop italiano Gatekeepaz, pubblicato nel 1999.

## Tracce
1. Into The Gate
2. Dietro Il Cancello (feat. Rawl MC)
3. Invincibili e Intoccabili (feat. Steel Da Flux)
4. Sì Penzo (feat. Piotta)
5. Everyday Is a Hot Day
6. Walterix On The Mic (feat. DJ Walterix)
7. Tecniche Perfette (Remix)
8. B-Boy Maury Nihilicious (feat. Maury B)
9. Viaggio Col Tempo
10. ...Verso Il Futuro
11. Calajama (feat. DJ Lugi & Turi)
12. Master Mind
13. Street Skit
14. Street Funk (feat. Davee)
15. Tua Madre (feat. Ombra)
16. Odissea Mentale (feat. Blade, Netom & Kaf)
17. Target
18. Casi Clinici (feat. Antani & Beeru)
19. Skillz
20. Strictly Hardcore Underground
21. Voci Dall'Ignoto
22. Piove Sul Bagnato
23. Il Discorso (feat. The NextOne)
24. One Love
25. Out Of The Gate